# Колин, Павел Степанович
Павел Степанович Колин — советский хозяйственный, государственный и политический деятель.

## Биография
Родился в 1926 году. Член ВКП(б) с 1946 года.
С 1949 года - на хозяйственной, общественной и политической работе. В 1949-1976 гг. — инженер-конструктор, преподаватель речного техникума, начальник конструкторского бюро Управления Енисейского речного пароходства, директор Красноярского судоремонтного завода, 1-й секретарь Кировского районного комитета КПСС, 2-й секретарь Красноярского промышленного краевого комитета КПСС, 1-й секретарь Красноярского городского комитета КПСС, председатель Красноярского краевого Совета профсоюзов.
Избирался депутатом Верховного Совета СССР 7-го созыва.
Умер в Красноярске в 1982 году. 